# Stéphane Grappelli
Stéphane Grappelli (París, 26 de gener de 1908 - 1 de desembre de 1997) fou un violinista i jazzman francès. Forma part dels grans violinistes de jazz del segle XX i va crear, amb Django Reinhardt el «Quintette du Hot Club de France».

## Biografia
Stéphane va néixer a París el 26 de gener de 1908, de pare italià i de mare francesa. Va perdre la mare quan tenia 4 anys i als 12 va començar a tocar el violí als carrers i als patis per tal de portar una mica de diners a casa. Va debutar com a professional el 1923 com a violinista i pianista de cinemes per tal d'acompanyar les pel·lícules mudes.
El 1934 va crear el Quintette du Hot Club de France amb Django Reinhardt. Quan va esclatar la guerra, es trobava a Anglaterra. Django va tornar cap a França, però ell, malalt, va quedar-se bloquejat a Londres. El 1946 es van retrobar i van enregistrar de manera espontània La Marseillaise reanomenada Echoes of France (escoltar un extracte) a causa del seu enregistrament a Anglaterra, tot i que va provocar un fort escàndol i la matriu va ser destruïda.
A més de Reinhardt, amb qui van crear el "Swing Manouche", va enregistrar un centenar de discos amb grans músics com Oscar Peterson, Jean-Luc Ponty, Philip Catherine, Michel Petrucciani, el cantant Paul Frederic Simon, David Grisman o Yehudi Menuhin; sense oblidar els grans noms de la música del món, com el músic hindú Lakshminarayana Subramaniam. També va tocar el violí a la peça Wish You Were Here (cançó) de Pink Floyd.
Fou compositor i intèrpret de peces originals que constitueixen la banda sonora de la pel·lícula "Les Valseuses" de Bertrand Blier del 1974, i també la música de Milou en mai de Louis Malle de 1989.